# Armel (Vorname)
Armel ist ein männlicher Vorname, wird aber auch als Nachname verwendet. 

## Herkunft und Bedeutung
Der Name ist wahrscheinlich keltischen Ursprungs; die Herkunft ist nicht vollständig geklärt: Der Name setzt sich wahrscheinlich zusammen aus den Elementen arth (Bär, keltisch) bzw. art (Stein, altirisch) sowie mael (Jünger, altirisch).
Bekannt ist der Name durch Armel, einen walisischen Mönch, der im 6. Jahrhundert in der Bretagne wirkte.

## Namensträger
- Christian Armel Bassila (* 1977), französischer Fußballspieler
- Armel Le Cléac’h (* 1977), französischer Segler
- Armel Hugh Diverres (1914–1998), britischer Romanist
- Jean-Armel Drolé (* 1997), ivorischer Fußballspieler
- Armel Koulara (* 1989), tschadischer Fußballspieler
- Louis-Armel Pelâtre (* 1940), französischer Ordensgeistlicher
- Dazet Wilfried Armel Zaha (* 1992), englisch-ivorischer Fußballspieler